# Titanic Rising
Titanic Rising là album phòng thu thứ tư của nữ nhạc sĩ người Mỹ Weyes Blood. Album được Sub Pop phát hành vào ngày 5 tháng 4 năm 2019. Vào ngày 17 tháng 1 năm 2019, Weyes Blood phát hành bài hát "Andromeda" thành đĩa đơn đầu tiên từ album. Ca khúc "Everyday" cùng video âm nhạc do chính Weyes Blood đạo diễn được phát hành thành đĩa đơn thứ hai vào ngày 12 tháng 2 năm 2019.
Titanic Rising nhận được nhiều lời tán dương từ các nhà phê bình âm nhạc, với điểm trung bình đạt 91/100 trên trang tổng hợp đánh giá Metacritic.

## Thu âm
Sau khi phát hành album Front Row Seat to Earth, Natalie Mering ký hợp đồng với Sub Pop vào năm 2017. Titanic Rising được thu âm trong khoảng thời gian ba tháng tại phòng thu Sonora Studios ở Los Angeles vào năm 2018. Album được sản xuất bởi Jonathan Rado. Album được đặt theo tên của con tàu RMS Titanic và bộ phim dựa trên vụ chìm tàu Titanic ra mắt năm 1997. Bộ phim này có tác động sâu sắc tới Mering khi cô còn trẻ.

## Âm nhạc và ca từ
Phong cách âm nhạc của Titanic Rising được mô tả là mang âm hưởng của hai dòng nhạc soft rock và chamber pop. Phong cách soft rock trong album chịu ảnh hưởng của các nghệ sĩ thập niên 1970 như Joni Mitchell và The Carpenters.
Mering mô tả ca khúc mở đầu album "A Lot's Gonna Change" là bài hát thiết lập chủ đề tổng thể cho cả Titanic Rising. Ca khúc nói về khát khao được trở lại cuộc sống giản đơn thời thơ ấu, cũng như về việc học cách đương đầu với những thay đổi mà không để bản thân sa lầy vào cảm giác vô vọng. Ca khúc "Andromeda" lấy cảm hứng từ Thiên hà Tiên Nữ và nhân vật thần thoại cùng tên. Nội dung ca khúc nói về việc tìm kiếm tình yêu trong một thế giới chìm trong sự xao lãng và những nỗi thất vọng về quá khứ. Bài hát cũng sử dụng âm thanh tạo bởi bộ trống điện tử LinnDrum. Ca khúc "Everyday" có giai điệu phấn khởi và lời ca nói về những nỗi chật vật trong việc hẹn hò qua mạng.
"Titanic Rising" là ca khúc chủ đề của album và được trình bày hoàn toàn bằng các nhạc khí. Mering mô tả bài hát là một bước chuyển tiếp giữa hai nửa của album. Nửa đầu của Titanic Rising nói về tình yêu và hi vọng, còn nửa sau lại là "một phần nhỏ của chủ nghĩa hiện sinh." Ca khúc "Movies" sử dụng những hợp âm rải tạo bởi synthesizer trong nửa đầu của bài hát. Ở nửa sau, Mering thay thế chúng bằng âm thanh của những chiếc đàn dây. Trong bài hát, Mering nói về sự vỡ mộng của cô với những bộ phim khi cô còn ở độ tuổi thanh thiếu niên, cũng như về cảm xúc của cô khi bị những bộ phim này đánh lừa. Ca khúc "Picture Me Better" nói về một người bạn đã tự sát trong thời gian Mering thực hiện album. Bài hát cuối cùng của album, "Nearer to Thee," có nội dung ám chỉ tới ca khúc cuối cùng mà ban nhạc trên tàu RMS Titanic được cho là đã chơi trước khi con tàu bị chìm hoàn toàn.

## Ảnh bìa
Bìa album là bức ảnh Mering đang lặn trong một căn phòng ngủ dưới nước. Bức ảnh này được Brett Stanley chụp tại một bể bơi ở Long Beach, California. Về ý nghĩa của bìa album, Mering cho biết cô nghĩ rằng nước là biểu tượng cho tiềm thức của con người. Căn phòng ngủ xuất hiện trong không gian này của tiềm thức vì nó đóng vai trò là "một không gian an toàn [...] và mang tính sáng tạo", giúp định hình niềm tin và cá tính của mỗi người.

## Phát hành
Ca khúc "Andromeda" được phát hành thành đĩa đơn đầu tiên từ album vào ngày 17 tháng 1 năm 2019. Ca khúc "Everyday" cùng video âm nhạc do chính Weyes Blood đạo diễn được phát hành thành đĩa đơn thứ hai vào ngày 12 tháng 2 năm 2019. "Movies" được phát hành thành đĩa đơn thứ ba vào ngày 19 tháng 3 năm 2019. Video âm nhạc của ca khúc cũng do nữ ca sĩ đạo diễn và ra mắt cùng ngày với đĩa đơn.

## Tiếp nhận phê bình
| Đánh giá chuyên môn | Đánh giá chuyên môn |
| Điểm trung bình     | Điểm trung bình     |
| Nguồn               | Đánh giá            |
| ------------------- | ------------------- |
| AnyDecentMusic?     | 8,4/10              |
| Metacritic          | 91/100              |
| Nguồn đánh giá      |                     |
| Nguồn               | Đánh giá            |
| AllMusic            | [ 1 ]               |
| The A.V. Club       | A−                  |
| The Independent     | [ 22 ]              |
| Mojo                | [ 23 ]              |
| NME                 | [ 24 ]              |
| The Observer        | [ 25 ]              |
| Pitchfork           | 8,5/10              |
| Q                   | [ 26 ]              |
| Rolling Stone       | [ 27 ]              |
| Uncut               | 9/10                |

Titanic Rising nhận được nhiều lời khen ngợi từ các nhà phê bình âm nhạc đương đại. Trên Metacritic, một trang đưa ra số điểm chuẩn trên thang 100 dựa trên các bài đánh giá của các xuất bản phẩm phổ biến, album nhận được điểm trung bình là 91 dựa trên 26 bài đánh giá, tương ứng với nhận xét "được tán dương rộng rãi".
Fred Thomas của AllMusic khen ngợi bản thu âm và phát biểu rằng "bằng phong cách ambient bí hiểm mang tính thể nghiệm, cô ấy [đã] làm nổi bật lên những ca khúc pop được bố trí một cách hết sức khôn khéo, [và] hình dung ra một thế giới hư ảo, nơi mà những sản phẩm vào cuối những năm 1970 của Joni Mitchell được sản xuất bởi Brian Eno." Viết cho Pitchfork, Quinn Moreland mô tả Titanic Rising là "một bài thơ tuyệt vời và đầy ủy mị với nội dung ca ngợi cuộc sống và tình yêu dưới bóng tối của ngày tận thế", và cũng là "tác phẩm tham vọng và phức tạp nhất của cô ấy tính đến thời điểm hiện tại". Dazed Digital phát biểu rằng "[nhờ việc] kết hợp phong cách soft rock đẹp đẽ của thập niên 70 với những gợn sóng cảm xúc tế nhị của sự khiếp sợ, album cảm tưởng như đã [trở thành] một trong số những bản thu âm xuất sắc nhất năm, cũng như là một tư liệu đầy đau xót về những cảm giác khi sống trong chính khoảnh khắc này của thực tại."

### Danh sách cuối năm
| Xuất bản phẩm        | Danh sách                                           | Vị trí | Ng.    |
| -------------------- | --------------------------------------------------- | ------ | ------ |
| AllMusic             | Những tác phẩm xuất sắc nhất năm 2019 theo AllMusic | —      | [ 29 ] |
| Consequence of Sound | Top 50 album của năm 2019                           | 26     | [ 30 ] |
| Dazed                | 20 album xuất sắc nhất năm 2019                     | 4      | [ 31 ] |
| The Guardian         | 50 album xuất sắc nhất năm 2019                     | 10     | [ 32 ] |
| NME                  | 50 album xuất sắc nhất năm 2019                     | 9      | [ 33 ] |
| NPR                  | 25 album xuất sắc nhất năm 2019                     | 14     | [ 34 ] |
| Paste                | 50 album xuất sắc nhất năm 2019                     | 1      | [ 35 ] |
| Pitchfork            | 50 album xuất sắc nhất năm 2019                     | 9      | [ 36 ] |
| PopMatters           | 70 album xuất sắc nhất năm 2019                     | 38     | [ 37 ] |
| Slant                | 25 album xuất sắc nhất năm 2019                     | 18     | [ 38 ] |
| Stereogum            | 50 album xuất sắc nhất năm 2019                     | 17     | [ 39 ] |
| Treble Zine          | Top 50 album của năm 2019                           | 11     | [ 40 ] |
| Uproxx               | Những album xuất sắc nhất năm 2019                  | 4      | [ 41 ] |
| Vice                 | 100 album xuất sắc nhất năm 2019                    | 20     | [ 42 ] |

### Danh sách cuối thập niên
| Xuất bản phẩm | Danh sách                              | Vị trí | Ng.    |
| ------------- | -------------------------------------- | ------ | ------ |
| Pitchfork     | 200 album xuất sắc nhất thập niên 2010 | 143    | [ 43 ] |

## Danh sách bài hát
Tất cả các ca khúc được viết bởi Natalie Mering (Weyes Blood).
| STT              | Nhan đề                | Thời lượng |
| ---------------- | ---------------------- | ---------- |
| 1.               | "A Lot's Gonna Change" | 4:21       |
| 2.               | "Andromeda"            | 4:40       |
| 3.               | "Everyday"             | 5:07       |
| 4.               | "Something to Believe" | 4:45       |
| 5.               | "Titanic Rising"       | 1:36       |
| 6.               | "Movies"               | 5:53       |
| 7.               | "Mirror Forever"       | 5:05       |
| 8.               | "Wild Time"            | 6:09       |
| 9.               | "Picture Me Better"    | 3:41       |
| 10.              | "Nearer to Thee"       | 1:05       |
| Tổng thời lượng: | Tổng thời lượng:       | 42:22      |

## Những người thực hiện
Thông tin được lấy từ ghi chú trên bìa album.
| Âm nhạc - Michael D'Addario (bài 1, 3 và 7) - Brian D'Addario (bài 1, 3, 4, 7 và 8) - Michael Long (bài 1, 3, 4, 7 và 8) - Richard Dodd (bài 1–4 và 6–10) - Leah Katz (bài 1–4 và 6–10) - Daphne Chen (bài 1–4 và 6–10) - Eric Gorfain (bài 1–4 và 6–10) - Drew Erickson (bài 1–4 và 8) - Jonathan Rado (bài 2 và 5) - Blake Mills (bài 2 và 8) - Chris Cohen (bài 4 và 8) - Keith Karman (bài 6) - Walt McClements (bài 9) - Kenny Gilmore (bài 4 và 8) - Michael Chadwick (bài 6 và 9) | Kỹ thuật - Kenny Gilmore – phối khí - Dave Cerminara – kỹ sư - Sarah Cudzin – kỹ sư bổ sung - Tristan Rodman – kỹ sư bổ sung Ảnh bìa - Brett Stanley – nhiếp ảnh, thiết đặt trường quay - Jenny Baumert – trợ lý - Ryan Waller – trợ lý - Elijah Funk – bố trí bìa |

## Xếp hạng

### Xếp hạng tuần
| Bảng xếp hạng (2019)                     | Vị trí cao nhất |
| ---------------------------------------- | --------------- |
| Úc Digital Albums (ARIA)                 | 37              |
| Album Bỉ (Ultratop Vlaanderen)           | 139             |
| Pháp (SNEP)                              | 113             |
| Album Scotland (OCC)                     | 20              |
| Album Anh Quốc (OCC)                     | 68              |
| Hoa Kỳ Top Album Sales (Billboard)       | 34              |
| Album Hoa Kỳ Top Alternative (Billboard) | 6               |
| Album Hoa Kỳ Heatseekers (Billboard)     | 3               |